# Liste der portugiesischen Botschafter in Samoa
Die Liste der portugiesischen Botschafter in Samoa listet die Botschafter der Republik Portugal in Samoa auf. Die beiden Staaten unterhalten seit 1995 direkte diplomatische Beziehungen.
Portugal richtete danach keine eigene Botschaft auf Samoa ein, der portugiesische Botschafter in Australien ist auch für Samoa zuständig und doppelakkreditiert sich dazu in der samoanischen Hauptstadt Apia (Stand 2019). Der erste portugiesische Botschafter akkreditierte sich dort 1997.

## Missionschefs
| Name                              | Bild  | Amtszeit                          | Anmerkungen                                                                 |
| Samoa                             | Samoa | Samoa                             | Samoa                                                                       |
| --------------------------------- | ----- | --------------------------------- | --------------------------------------------------------------------------- |
| Zózimo Justo da Silva             |       | 1997 –31. Januar 2001             | Botschafter mit Amtssitz Canberra, am 29. April 1997 in Apia akkreditiert   |
| José Ernest Henzler Vieira Branco |       | 12. Februar 2001 –26. Januar 2005 | Botschafter mit Amtssitz Canberra                                           |
| António Augusto Jorge Mendes      |       | 15. Januar 2005 –25. April 2010   | Botschafter mit Amtssitz Canberra                                           |
| Rui Quartin Santos                |       | 2. Mai 2010 – 2. Dezember 2012    | Botschafter mit Amtssitz Canberra                                           |
| Paulo Jorge Sousa da Cunha Alves  |       | 14. Juni 2013 –7. August 2018     | Botschafter mit Amtssitz Canberra, am 4. Dezember 2014 in Apia akkreditiert |
| Pedro da Vinha Rodrigues da Silva |       | seit 26. Oktober 2018             | Botschafter mit Amtssitz Canberra                                           |